# Чорноярський сільський округ
Чорноя́рський сільський округ (каз. Черноярка ауылдық округі, рос. Черноярский сельский округ) — адміністративна одиниця у складі Павлодарського району Павлодарської області Казахстану. Адміністративний центр — село Новочорноярка.
Населення — 2468 осіб (2021; 2433 у 2009, 2421 у 1999, 2977 у 1989).
Станом на 1989 рік існувала Чорноярська сільська рада (села Ново-Чорноярка, Сичовка, Чорноярка) у складі Павлодарської міської ради.

## Склад
До складу округу входять такі населені пункти:
| Населений пункт     | Старі назви    | Населення, осіб (1989) | Населення, осіб (1999) | Населення, осіб (2009) | Населення, осіб (2021) |
| ------------------- | -------------- | ---------------------- | ---------------------- | ---------------------- | ---------------------- |
| Новочорноярка, село | Ново-Чорноярка | 1817                   | 1297                   | 1305                   | 1396                   |
| Сичовка, село       | -              | 509                    | 478                    | 475                    | 453                    |
| Чорноярка, село     | -              | 651                    | 646                    | 653                    | 619                    |